# Paparajotes
Los paparajotes son un postre típico de la huerta murciana (España) hechos con hojas de limonero recubiertas con una masa elaborada básicamente con harina, leche y huevo que se fríen y se espolvorean con azúcar en polvo y canela.

## Historia
Fueron introducidos por los árabes en Murcia y se elaboraban en las casas labriegas. Los huertanos lo elaboraban a diario y lo tomaban después de cada comida, acompañándolo con café de puchero o café de olla (agua de cebada), cocinado todo con leña. Sus principales ingredientes son: harina, huevo, leche y hojas de limonero. Aún hoy en día el origen del nombre sigue siendo un misterio.

## Consumo
En la actualidad, es el plato típico por excelencia de las fiestas de primavera en Murcia (Bando de la Huerta) junto a los buñuelos, postre que tradicionalmente se come el día de San José y Matasuegras, unas galletas fritas rellenas de crema pastelera o chocolate.[cita requerida]

### Barracas
Tanto en las fiestas de primavera, como durante la Feria de Septiembre de Murcia, multitud de peñas huertanas montan las conocidas barracas, que proporcionan comidas y cenas a curiosos y acostumbrados de la gastronomía murciana. Dichas barracas se sitúan en lugares asignados por el ayuntamiento pertinente, y es allí donde la gente puede disfrutar de los paparajotes, uno de los símbolos y seña de identidad de la Región de Murcia.[cita requerida]

## Paparajotes totaneros
Los paparajotes totaneros no son dulces, sino salados. Así, son una mezcla de garbanzos chafados (previamente cocidos con bacalao), huevos, bacalao, ajos y perejil. Esta mezcla después se recoge con una cuchara y se fríe a la vez en una sartén con el aceite bien caliente. Es costumbre cocinarlos en Semana Santa y añadirlos a un guiso hecho de garbanzos con patatas.[cita requerida]